# 铁炉街道
铁炉街道，是中华人民共和国陕西省西安市临潼区下辖的一个乡镇级行政单位。

## 行政区划
铁炉街道下辖以下地区：
铁炉社区、铁炉村、斜韩村、贾家村、岩张村、李尧村、睢石村、下刘村、南韩村、师家村和柳家村。